# 细穗兔儿风
细穗兔儿风（学名：Ainsliaea spicata）是菊科兔儿风属的植物，是中国的特有植物。分布在中国大陆的广东、贵州、云南、广西、湖北等地，生长于海拔1,100米至2,000米的地区，常生长在草地、松林、林缘或杂木林，目前尚未由人工引种栽培。

## 异名
- Ainsliaea latifolia (D. Don) Sch.-Bip. var. obovata (Franch.) Grierson et Lauener